# Корытообразный дольмен
Корытообразный дольмен (другое название — полумонолитный дольмен)— тип дольмена, отличающийся тем, что он изготовлен в форме сосуда (кувшина, корыта), образующего пол и стены сооружения, и накрыт плитой перекрытия. Такие дольмены могут быть как отделёнными от горы, представляя обработанный валун, так и составлять с горой (скальным выступом) единое целое. Пример последнего — ложнопортальный дольмен над посёлком Каменный Карьер в нескольких км от Туапсе. Известные отдельностоящие дольмены-полумонолиты находятся у сёл Пшада, Анастасиевка, у станицы Шапсугская.
Корытообразные дольмены, по всей видимости, начали строить позднее плиточных, так как многие из них архитектурно копируют фронтальную плиту плиточного дольмена с выступающими боковыми плитами и имеют т. н. «ложную пробку» (ложнопортальные дольмены) — выступ в виде закрытой пробки по центру фронтона (в этом случае, как правило, истинный вход находится на боковой правой поверхности дольмена внизу, или сзади).
Пол камеры корытообразного дольмена часто делали вровень (в отличие от составных и плиточных) с низом лаза.
Примеры таких дольменов можно увидеть на группе «3 Дуба» (окрестности Дагомыса), в урочище Бганамакух (примерно в 8 км от аула Большое Псеушхо).
Часто исходный камень-валун вообще практически не обрабатывался снаружи, равно как и плита крыши, которая могла быть уже и не прямоугольной формы.
Отмечены и единичные случаи предельно упрощённого строительства — перевёрнутый корытообразный дольмен, то есть без крыши, как купол, на выровненном скалистом основании.